# خالاسه
خالاسه (به لهستانی:  Halasy) یک روستا در لهستان است که در گمینا مینزژتس پودلاسکی واقع شده‌است.